# Sebald (imię)
Sebald – imię męskie pochodzenia germańskiego, złożone z członu Se- oznaczającego „zwycięstwo” i -bald - „odważny, śmiały”. Patronem tego imienia jest św. Sebald, pustelnik (VIII wiek), kanonizowany w XV wieku przez papieża Marcina V.
W Polsce imię rzadkie. W 1994 roku zanotowano 5 mężczyzn o tym imieniu oraz dwóch w łacińskiej postaci Sebaldus. W lipcu 2019 r. w rejestrze PESEL, wśród publicznie dostępnych danych dotyczących osób żyjących, wykazano 3 mężczyzn o imieniu Sebald nadanym jako imię pierwsze.
Sebald imieniny obchodzi 19 sierpnia.